# 卡雷吉美第奇别墅
卡雷吉美第奇别墅是一座贵族别墅，位于意大利中部托斯卡纳区佛罗伦萨附近的山上。
在众多的美第奇别墅中，该别墅是其中最早的之一，1417年，科西莫·德·美第奇的兄弟洛伦佐购买了这处产业。建筑师米开罗佐重建了这座环绕着凉廊的别墅，四面环绕着花园。科西莫·德·美第奇在此创建了著名的柏拉图学院（Accademia Platonica）。 1464 年，科西莫·德·美第奇 在此去世。
Template:佛罗伦萨地标